# Родомирт
Родомирт (также родомиртус; лат. Rhodomyrtus; от др.-греч. ῥόδον, rhodon — роза и Myrtus — мирт) — род деревянистых растений семейства Миртовые (Myrtaceae), распространённый в Южной и Юго-Восточной Азии, Австралии и Океании.

## Ботаническое описание
Кустарники или деревья. Листья супротивные, черешковые.
Соцветия пазушные, 1(3)-цветковые. Гипантий от яйцевидного до почти шаровидного. Долей чашечки 4—5, кожистые, остающиеся. Лепестков 4—5, крупнее долей чашечки. Тычинки многочисленные, свободные, в многочисленных пучках, обычно короче лепестков. Завязь нижняя, сросшаяся с гипантием, 3—4-гнёздная; семязачатки расположены в 2 ряда в каждом гнезде. Столбик вытянутый; рыльце головчатое или щитковидное. Ягода яйцевидная, кувшинчатая или шаровидная. Семена многочисленные, плоские, почковидные; семенная кожура твердая; зародыш изогнутый или спиральный; гипокотиль длинный; семядоли маленькие.

## Виды
Род включает 21 вид:
- Rhodomyrtus effusa Guymer
- Rhodomyrtus elegans (Blume) A.J.Scott
- Rhodomyrtus guymeriana N.Snow & J.P.Atwood
- Rhodomyrtus kaweaensis N.Snow
- Rhodomyrtus lanata Guymer
- Rhodomyrtus locellata (Guillaumin) Burret
- Rhodomyrtus longisepala N.Snow & J.McFadden
- Rhodomyrtus macrocarpa Benth.
- Rhodomyrtus mengenensis N.Snow
- Rhodomyrtus misimana N.Snow
- Rhodomyrtus montana Guymer
- Rhodomyrtus obovata C.T.White
- Rhodomyrtus pervagata Guymer
- Rhodomyrtus pinnatinervis C.T.White
- Rhodomyrtus psidioides (G.Don) Benth.
- Rhodomyrtus salomonensis (C.T.White) A.J.Scott
- Rhodomyrtus sericea Burret
- Rhodomyrtus surigaoensis Elmer
- Rhodomyrtus takeuchii N.Snow & J.Cantley
- Rhodomyrtus tomentosa (Aiton) Hassk. typus[1] — Родомирт войлочный
- Rhodomyrtus trineura (F.Muell.) Benth.